# Malaccsiga
A malaccsiga (Tandonia kusceri) a csigák (Gastropoda) osztályának nyelesszemű tüdőscsigák (Stylommatophora) rendjébe tartozó meztelencsiga faj.

## Előfordulása
A malaccsiga a Balkán-félszigeten (Szerbia, Macedónia, Északkelet-Görögország, Bulgária, Dél-Románia) őshonos. Időközben betelepült a Krím-félszigetre, Oroszországba, Moldovába, Szlovákiába, Samothraki szigetre (Görögország) és észlelték Montenegróban is. Ukrajna Kárpát-medencei részéből, és az Egyesült Államokból is jelezték. Magyarországon 2019-ben észlelték a fajt először, és kiderült, hogy széles körben elterjedt az országban. Elsősorban budapesti kerületekből és az agglomerációból került elő (Budaörs, Diósd, Solymár, Tárnok, Törökbálint), de vannak adatok az ország egyéb pontjairól is (Cserkút, Nagyharsány, Győr, Kiskunhalas).
Eredeti élőhelyén sziklás területeken él. A faj kedveli az urbánus területeket (kertek, kertészetek), jól alkalmazkodik az ember közelségéhez (szünantróp), és széles ökológiai toleranciával rendelkezik. Lombhullató erdőkben, cserjésekben 2000 m magasságig előfordul.

## Megjelenése
A faj teljesen kinyújtózott állapotban 10 cm hosszú. A köpeny hossza negyede a test teljes hosszának. Színezete jellegzetes világos rózsaszínű, vagy rózsaszínes-barnás számos pöttyel elszórva a testén. Hátán hosszanti irányban egy világosabb kiemelkedés, ún. taréj fut végig a faroktól egészen a köpeny széléig. Sötét pigment a testének barázdáiban halmozódik föl, jellegzetes hálózatos képet mutatva. Sokféle színváltozata ismert az egészen világos rózsaszíntől a sötét szürke árnyalatig.

## Életmódja
Életmódja nem tisztázott pontosan. A többi meztelencsigához hasonlóan friss és elhalt növényi részekkel, gombákkal táplálkozik. 

## Szaporodása
Életciklusáról keveset tudunk. Áprilisban rak tojásokat, melyek 16-20 nap múlva kelnek ki. Különböző méretű egyedek csoportosan előfordulnak, amelyből sejthető, hogy több generáció átfed az életciklus során.

## Károkozás
A faj sikeres terjedésének okaira nehéz egyértelmű választ adni, de figyelembe véve az áruszállítás utóbbi évtizedekben tapasztalható bővülését, újabb és újabb területeken való megjelenéséhez jelentősen hozzájárulhatott az emberi terjesztés is. Kertészeti és egyéb mezőgazdasági szállítmányokkal hosszú utakat is túlélnek, hogy aztán az új területen stabil populációkat alapítsanak. Olyan családba tartozik, ahol több faj is jól dokumentált mezőgazdasági és kertészeti kártevő, azonban magyarországi károkozásról még nincsen adat.